# Legall de Kermeur
Legall de Kermeur, scritto anche De Kermour Sire de Legal (Versailles, 4 settembre 1702 – Parigi, 1792), è stato uno scacchista francese.
Nato in una famiglia di origine bretone, fu considerato il più forte giocatore francese fino a quando venne superato dal suo allievo, Francois-André Philidor. 
Era un assiduo frequentatore del famoso Café de la Régence di Parigi, dove giocava spesso partite a handicap, dando pedoni o pezzi di vantaggio. 
Il suo nome è associato al matto di Legal, in cui il bianco riesce a mattare il re avversario in sette mosse con una spettacolare combinazione che prevede anche il sacrificio della donna. Giocò questa partita, in una versione leggermente diversa, nel 1750 a Parigi contro Saint-Brie. È l'unica che ci è rimasta di lui.